# Travneve, Dubno
Travneve (în ucraineană Травневе) este un sat în comuna Kneahînîne din raionul Dubno, regiunea Rivne, Ucraina.

## Demografie
Componența lingvistică a localității Travneve
     Ucraineană (100%)
Conform recensământului din 2001, toată populația localității Travneve era vorbitoare de ucraineană (100%).